# 德干战争
德战争是自1680年希瓦吉去世至1707年奥朗则布去世期间，莫卧儿帝国与馬拉塔帝國统治者希瓦吉的后裔之间发生的一系列军事冲突。1707年，奥朗则布去世。此时莫卧儿帝國军队已经完全控制了德干地区。 